# 動画編集ソフトウェア
動画編集ソフトウェア（どうがへんしゅうソフトウェア）またはビデオ編集ソフトウェア（英: video editing software）とは、コンピュータ上でデジタルビデオを編集するアプリケーションソフトウェアである。
基本機能としては映画用語での編集（動画の時間軸でのカットや並べ替え）の機能を備えているが、多くのソフトウェアではVFXなどの特殊効果の機能も備えている。

## 概要
最も単純な例では、1つのディレクトリ内の一連のJPEGファイルとして格納したビデオを扱う。一般に画面上の大きな部分で1つの画像を表示し、付随してディレクトリを表示する。そのディレクトリ内の多数のファイルを扱うためにズームアウトすることができ、それによって1つのファイルはエディタの1ピクセル行やそれ未満となって表示され、大まかな加工ができる。再生ボタンを押すと自動的に次々と画像が表示されていくことで、動画として再生できる。さらにJPEG画像は可逆的に回転させたり鏡像反転させたりできるので、編集ソフトウェアでもそのような操作をサポートしている。もちろん、複数のファイルに対して同時にそのような操作が可能である。
このような動画編集ソフトウェアはスライドショー編集ソフトウェアとよく似ている。スライドショー編集ソフトウェアには多数の画像ファイルフォーマットのデコーダが付属しているが、同様に動画編集ソフトウェアには多数のビデオコーデックが付属している。ビデオ編集ソフトウェアは一般に動画に付随する音声を編集する機能も持つことが多く、少なくとも音声と動画を同期させる機能を必ず持っている。
ロスレス以外の動画を無劣化でカットする場合は、GOP単位でしか切ることが出来ない。それ以外の場合には最寄りのGOPからカット位置までが再エンコードされる（スマートレンダリング/スマートコピー）。そのため、プロ用の圧縮コーデックでは全てのフレームをイントラフレームで構成する（AVC-INTRAやProResなど）などして任意の位置で無劣化にカットできるようになっている。
画質が低下するという問題はあるが、特殊効果や変換を加えることもできる。また動画のフォーマットを変換することで、DVD、Webビデオ、携帯電話用ビデオ、ビデオポッドキャストなどを作ることができるものもある。

## ハードウェア
昔は独自の機器やワークステーションが使われていたものの、現在は一般的なPCが主流となっている。また、CPU内蔵もしくは単体GPUに搭載のグラフィックプロセッサーを使って動画処理を高速化 (GPGPU) するソフトウェアが増えている。
また、周辺機器では収録のためにキャプチャカードが、カラーグレーディングのためにマスターモニター (マスモニ)に近いモニターが使われている。

## 歴史

### 黎明期
最初、動画編集は映像用フィルムの切り貼りで行われていた。エフェクトではオプチカル・プリンターが登場し、映像に様々な特殊効果 (SFX) を付けることが可能となった。
1950年代、磁気テープが映像にも使われるようになった (ビデオテープ, en:Videotape)。当初、磁気テープにおいても切り貼りによる編集が行われていたが、その後、複数の素材テープからマスターテープへと録画していくリニア編集システムが登場した。

### ノンリニア動画編集の登場
1971年、コンピュータの発展と共に最初のノンリニア編集システムであるCMX 600登場し、1980年代にはQuantel HarryやAvid/1 (後のAvid Media Composer)が登場した。当時のノンリニア編集システムでは扱える品質に限界が存在し、ノンリニア編集した後にEDL (編集決定リスト) ファイルを書き出し、その後EDLファイルに基づいてビデオテープレコーダーの自動操作を行い再現するというオフライン編集が行われた。
1991年、AppleはマルチメディアフレームワークのQuickTimeを導入し、アドビシステムズはそのフレームワークを使った動画編集ソフトウェアであるAdobe Premiereをリリースした。一方マイクロソフトも1992年にマルチメディアAPIのVideo for Windowsを導入した。1993年、アドビシステムズはAdobe PremiereのWindows版をリリースした。
1992年、コダックは映画フィルム・スキャナでフィルムを取り込みデジタル編集してフィルム・レコーダーでフィルムに書き戻すというデジタル・インターミディエイト・システムのCineonを開発した。同年、DiscreetはVFXソフトウェアのFlash (後のFlame) をリリースし、Cineonシステム及びDiscreet Flashは映画『スーパーマリオ 魔界帝国の女神』の編集に使われた。
また、テレビ放送向けのオンライン編集システムも登場し、1993年、QuantelはEditboxを、1996年、Discreet LogicはFire (後のAutodesk Smoke) を、1997年、SoftimageはSoftimage DS (後のAvid DS) をリリースした。

### 民生化
初期の民生向け動画編集ソフトウェアとしてはGold DiskのVideoDirector (後にPinnacleが買収)が存在したものの、これはビデオデッキや民生用カメラを赤外線ポート又はLANCポート経由でコンピュータから遠隔操作することにより、テレビで確認しながら部分的にダビングしていくという安価なリニア編集向けであった。1993年、ビデオCD (VCD) 規格が登場したものの、先進国において広く使われることは無かった。
その後、1994年に民生用デジタルビデオのDV規格が制定され、1995年に高速接続規格のIEEE 1394 (FireWire)が制定されると、コンピューターに映像を送ることのできる民生用デジタルビデオカメラや、それを取り込むことのできるキャプチャボードが増えていった。また、1995年に光学メディアのDVD規格が策定され、2000年にはDVDカムも登場した。同年、接続規格のUSBに高速転送のためのHigh-Speedモードを追加したUSB 2.0が登場し、USB 2.0に対応するビデオカメラも登場した。
1998年、アップルはマクロメディアが開発中のKeyGripを買収し、1999年にFinal Cutとしてリリースした。また同年、アップルはiMovie搭載のiMac DVを発売した。一方マイクロソフトは、2000年のWindows MeよりWindowsにWindows ムービーメーカーを搭載しはじめた。
また、サードパーティーでは、Uleadが1998年にMediaStudio2.0、VideoStudio3.0 をリリース。2001年にCyberLinkがPowerDirectorを、2003年にカノープスがEDIUSをリリースした。

### HDR (ハイダイナミックレンジ) 動画の普及
SDR (スタンダードダイナミックレンジ) においてもディスプレイの最大輝度は徐々に上がっていった。
当初、SDTVシステムにおける品質の主観的評価法であるBT.500 (Rec.500)の標準観視条件では最大輝度が70nitとされていたが、HDTV向けの主観的評価法であるBT.710 (Rec.710)では最大輝度が150-250nitへと引き上げられた。
その後、一般的なSDRディスプレイは250-300nitへと達した。ディスプレイにより最大輝度が異なっていたため、2011年、ITU-RはHDTV向け製作スタジオに向けて、互換性を保つための電気光学伝達関数 (EOTF) であるBT.1886 (Rec.1886) を定めた。Rec.1886のEOTFは従来通りブラウン管 (CRT)の特性に基づいていた。
映画においては、昔よりデジタル・インターミディエイトで広いダイナミックレンジの表現可能なLog (対数) 画像のCineon形式 (*.cin) 及びその形式を標準化したDPX形式 (Digital Picture Exchange、*.dpx) の連番ファイルが使われており、ハイエンドの動画編集システムもそれらに対応していた。
2000年、Sonyは映画『スター・ウォーズ エピソード2/クローンの攻撃』のために開発されたデジタル映画カメラ}のCineAltaシリーズを外販し、2001年、パナソニックもデジタルシネマカメラのVariCamシリーズを開始した。CineAltaシリーズ及びVariCamシリーズはどちらも広いダイナミックレンジでのデジタル撮影に対応した (前者はS-Log、後者はF-REC)。これにより映画フィルム・スキャナの必要性は低下したが、映写はフィルムのままでありフィルム・レコーダーは多用された。映写用の色空間であるDCI-P3は白色点の輝度が48nitとなっている。
一方3DCG方面では、重いLUTによる色変換処理の不要なリニアカラースペースのハイダイナミックレンジ (HDR) 画像形式が普及していった。2002年、NVIDIAとマイクロソフトが共同開発したシェーディング言語のCg言語において半精度浮動小数点数 (half float) が登場し、2003年、インダストリアル・ライト&マジック (ILM) は半精度浮動小数点対応の可逆圧縮HDR画像形式「OpenEXR」のライブラリをオープンソースで公開した。OpenEXR形式の連番画像は3Dレンダリングソフトとデジタル合成（コンポジット）ソフト間の中間動画形式などとして広く使われるようになった。
その後、HDRに対応するデジタルシネマが登場した。2014年、ドルビーラボラトリーズはDolby Vision採用の映画館認証であるドルビーシネマを開始した。Dolby Visionではドルビーが開発して標準化したSMPTE ST 2084 (PQカーブ、知覚量子化曲線) を採用した。PQカーブは人間の知覚に基づいており、規格上10,000nitまで対応している。ただし、ドルビーシネマにおける白色点の輝度は、映写にしては高い108nitとなっている。
2015年、通信規格のHDMIが2.0aでHDR映像の転送に対応し、同年、光学メディアもUltra HD Blu-rayでHDR動画へと対応した。
2016年、ITU-RはHDR動画の標準として、PQカーブ方式及びハイブリッド・ログ＝ガンマ (HLG) 方式に対応するRec. 2100を定めた。HLG方式はPQカーブ程ではないものの、SDRテレビとの互換性を維持しながらHDRに対応するものとなっている。同年、動画投稿サイトのYouTubeもHDR動画へと対応し、民生向けでもHDR動画が普及していった。そのため、オンライン編集向けでない動画編集ソフトウェアもHDR動画の編集が強化されていった。
この頃にHDR動画への対応が強化された動画編集ソフトウェアは、2015年のPremiere Pro 2015.1、2016年のAvid Media Composer 8.5、2017年のEDIUS 9.0、同年のFinal Cut Pro X 10.4などがある。

### 広い色空間の普及とカラーコレクションの統合
アナログTVのNTSC仕様はAdobe RGBに近い広い色空間を持っていたが、デジタルTVの色空間は、SDTV向けのRec. 601、HDTV向けのRec. 709共に狭い色空間となっていた。
一方、アナログフィルムはフィルムの種類ごとに異なる広い色空間を持っており、フィルムの入出力を行うデジタル・インターミディエイトにおいて、各種映像フィルム間の色補正を行うためのカラーコレクション用システムが登場した。ワークフローでは、動画編集ソフトで狭い色空間のプロキシ動画のオフライン編集を行って編集定義リスト (EDL) 形式を出力し、カラーコレクションシステムでコンフォーム及び色補正を行い、フィニッシングシステムで残りのオンライン編集を行うワークフローが構築された。
2002年、デジタルシネマ標準化団体としてDigital Cinema Initiatives (DCI)が設立され、2005年、DCIはデジタルシネマのための標準であるDigital Cinema System Specification (DCSS)を制定した。
DCSSでは広い色空間であるDCI-P3 (P3DCI)が採用された。また、全米撮影監督協会 (ASC) はカラーグレーディングの標準交換形式である色定義リスト (ASC CDL) を定めた。動画編集ソフトウェアの開発企業は色補正ソフトウェアの買収などを行い、動画編集ソフトウェアと色補正ソフトウェアのバンドルを行うようになった。
この頃リリースされたものには、2007年のFinal Cut Studio 2 (色補正のColor（旧Silicon Color製FinalTouch）付属)、2010年のAutodesk Flame Premium（色補正のLustre（旧Colorfront製Colossus）付属）、2012年のAdobe Creative Suite 6（動画編集のPremium Pro及び色補正のSpeedGrade（元IRIDAS製）付属）、同年のPowerDirector 11 Ultimate Suite（色補正のColorDirector付属）などがある。
2010年、広い色空間のDCI-P3はSMPTE（米国映画テレビ技術者協会）においても標準化されたが、当時デジタルシネマの外で広く使われることは無かった。
2012年、UHDTVのための広い色空間であるRec. 2020が登場した。また、2014年、様々な用途に特化した新たな色空間群を含むAcademy Color Encoding System (ACES) 仕様が登場した。この2010年代には、色補正ソフトウェアの機能が動画編集ソフトウェアへと移植されていき、オフライン編集とオンライン編集の融合が進んでいった。移植された動画編集ソフトウェアには、2011年のFinal Cut Pro X (Colorの統合)、2015年のPremiere Pro CC 2015 (Lumetriカラーパネル。SpeedGradeの統合)、2018年のAutodesk Flame 2019 (MasterGrade Matchbox。Lustreの技術を拡張) などがある。また、2013年には逆に色補正ソフトウェアへ動画編集機能を追加した形のDaVinci Resolve 10も登場した。その他の動画編集ソフトウェアもカラーグレーディング機能が強化されていった (VideoStudio Pro 2019以降、Vegas Pro 17以降など)。

### ステレオ3D動画
立体映画 (ステレオ3D映画) はアナログ映画時代より存在しており、デジタル・インターミディエイト登場後はステレオ3D映画のデジタル編集も行われるようになった。デジタルシネマでもDCIのDCSS仕様にステレオ3D映画の仕様が盛り込まれており、DCSSの登場した2005年内にはステレオ3D対応のデジタル映画『チキン・リトル』が登場している。
民生用においても主にゲーム向けとしてNvidia 3D Visionのようなステレオ3D表示技術が存在しており、サイド・バイ・サイドなどの方式でステレオ3D映像を扱うことは行われていた。2009年、ステレオ3D動画向けのMPEG-4 MVCコーデックを用いたBlu-ray 3Dが登場し、その後ステレオ3D動画に対応するTVが増えていった。
この頃ステレオ3D動画の編集へと対応した動画編集ソフトウェアには、2009年のAvid Media Composer 3.5、2010年のVegas Pro 10、2012年のEDIUS Pro 6.5などがある。

### テープレス化
放送では、アナログ放送時代、VTRテープの再生により収録映像の送出を行っていた。その後デジタル放送が登場すると、デジタル放送の規格に合わせた送出用ビデオサーバーが登場し、ソニーや松下電器 (パナソニック)もデジタル放送向けビデオサーバを発売した。
2006年、放送用ファイル交換形式のMXF (Material Exchange Format)がSMPTEで標準化され (SMPTE ST 436M)、送出用ビデオサーバはMXF形式からの送出に対応していった。
また、収録でも当初はテープメディアが用いられていたが、その後ディスクメディアを用いたコンシューマ向けのDVDカムや業務向けのProfessional Disc対応XDCAMなどが登場し、その後P2やSxSなどの高速なフラッシュメディア対応のビデオカメラが登場した。これらファイルベースの収録メディアもMXF形式を採用した。
これらによりテープレスシステムにおいてMXF形式が普及し、各種動画編集ソフトウェアもMXF / AAFワークフローに対応していった。また、オープンソースのテープレスシステムも登場した。英国放送協会 (BBC) はテレビプロダクション向けテープレスシステムとしてIngexを開発し、オープンソースとして公開した。Ingexは既に番組のEastEndersとDragons' Den（マネーの虎のイギリス版）でテストされており、今後高性能PCやテープのバックアップキットと共に商用パッケージを作るとしている。
なお、テープメディアの使用率は下がったものの、アーカイブ目的では逆に大容量のLTOテープが用いられるようになっている。

### GPUアクセラレーションの普及
汎用的なGPUアクセラレーションが登場する前にも動画編集用ビデオカードは存在した。例えばAvid Media ComposerやAvid Symphonyは汎用コンピュータと専用ビデオカード (Truevision NuVistaカードやAvid ABVBボードやAvid Meridienボード) の組み合わせとなっていた。Data Translation社のMedia 100は独自のビデオカードをセットとしていた。また、TruevisionやMatroxのビデオカードはAdobe Premiereの幾つかのエフェクトを高速化することが可能であった。
その後、GPU用のプログラミング言語が登場した。2007年、NVIDIAは同社製GPU向けに汎用プログラミング言語のCUDAを提供し、2008年、標準化団体クロノス・グループはベンダーニュートラルなGPU向け汎用プログラミング言語のOpenCLを策定した。そのため、動画編集ソフトウェアもCUDAやOpenCLを用いてGPUアクセラレーションに対応していった (2008年のTMPGEnc 4.0 XPress以降やAdobe Premiere Pro CS4以降やPowerDirector 7以降など)。
業務用のオンライン編集システムもソフトウェア版がリリースされるようになった。2009年、AutodeskはMac向けとしてソフトウェアのみのSmokeをリリースし、2010年、AvidもAvid DS 10.5のソフトウェア版をリリースした。

### 可変フレームレート (VFR) の登場
映像のフレームレートでは当初、連続的と感じるために最低16fpsが必要とされ、サイレント映画 (無声映画)において16fpsが使われていた。その後、発声映画（トーキー）が登場し、発声映画において24fpsが主流となった。テレビのアナログ放送が登場すると、PAL及びSECAM地域において50i (50fpsのインターレース映像)が、NTSC地域（日本を含む）において59.94i (60000/1001fps (≒59.94fps) のインタレース映像)が用いられるようになった。マルチメディア（CD-ROM等）やインターネット配信などのPC向け映像では、30fpsや60fpsも使われるようになった。
歴史的に映像のフレームレートは様々であったが、PCモニターはリフレッシュレートの変更が可能であり、映像編集では編集する映像のフレームレートの倍数がPCモニターのリフレッシュレートとして使われていた (例えば24fpsの映像編集に72Hzのリフレッシュレートを使うなど)。
また、途中でフレームレートが切り替わる可変フレームレート (VFR) の映像も登場した。可変フレームレートは発熱などで制限のあるモバイルデバイスでの動画撮影や、eラーニング（電子学習）のようなスライドショー動画で使われている。そのため動画編集ソフトウェアにおいても可変フレームレートへと対応するものが登場している（Final Cut Pro X、Premiere Pro 12.0.1以降など）。
PCモニタでもリフレッシュレートを可変にする技術が登場した。可変リフレッシュレートの画面キャプチャ映像は可変フレームレートとなる。2013年にGPUメーカーのNVIDIAがG-SYNC技術を発表し、2014年にG-SYNC対応の製品が登場した。一方、NVIDIAに対抗するAMDは対抗技術であるFreeSyncを発表し、そのFreeSyncはAdaptive-Syncとして標準化団体VESAのDisplayPort 1.2aで標準化された。2017年にはHDMIでもGame Mode VRRとして可変リフレッシュレートが標準化された。

### 360°動画/VR動画の登場
2012年、民生用ヘッドマウントディスプレイ(HMD)デバイスであるOculus Riftの開発キットが登場し、バーチャル・リアリティ (VR) が注目を集めた。
2014年にはスマートフォンを安価にHMDデバイス化できるGoogle Cardboardも登場した。それらHMDデバイスに向けて360°動画の撮影が可能なカメラが多数登場した。
2015年3月、GoogleはYoutubeを360°動画へと対応させ、同年9月、Facebook社もFacebookを360°動画へと対応させた。そのため、動画編集ソフトも360°動画やVR動画へと対応していった (2016年リリースのPremiere Pro 2015.3以降、Pinnacle Studio 20 Ultimate以降、Videostudio X10以降、PowerDirector 15以降、HitFilm Pro 2017以降など)。
2017年、Googleは180°のVR動画であるVR180を発表し、Adobe Systemsと連携して動画編集ソフトのVR180対応に取り組み始めた。同年、AdobeはMettleよりVR動画編集プラグイン群のSkyBoxを買収し、Premiere Pro 12.0にそのSkyBoxを搭載し始めた。同年、AppleはVR動画編集プラグイン360VR Toolboxの開発者を雇い入れ、Final Cut Pro 10.4にその機能を追加した。

### ニュース編集向け
報道局向けのニュースルーム・コンピュータ・システム (NRCS) としてENPS（AP通信）、iNEWS（Avid製、旧Basys）、Octopus（Octopus Newsroom製）などが登場し、それらと連携する動画編集ソフトウェア（Avid NewsCutterなど）も登場した。Avid NewsCutterはその後Avid Media Composer | NewsCutter Optionとなり、Avid Media Composer | Ultimateにも付属されるようになった。
2015年、EDIUSの開発元であるGrass Valleyは、管理システム「GV STRATUS」の報道局向けバンドル「GV STRATUS Newsroom Bundles」を導入した。
2019年、BlackMagic DesignはDavinci Resolve 16でニュース編集向けのカットページを追加した。

## ファイル交換形式
初期のノンリニア編集システムは扱える品質に限界が存在し、ノンリニア編集した後にビデオテープレコーダーの自動操作で再現処理を行うオフライン編集が必要となっており、その自動操作のための中間形式としてEDL（編集決定リスト）形式が登場した。AvidやFinal Cut Proなどの各ノンリニア編集システムが各EDL形式へと対応したため、ノンリニア編集システム同士のファイルのやりとりにもEDL形式が使われるようになった。EDL形式には次のものがある：
- CMX3600形式 - CMX編集システム（英語版）のCMX3600で使われていたEDL形式。CMX3600よりも前のCMX 340/3400形式なども存在する[77]。
- GVG (Grass Valley Group) 4 Plus形式 - Grass Valleyのシステムで使われていた形式[77]。GVG 4 Plus形式よりも前のGVG 4形式なども存在する。
- Sony BVE 9100 EDL形式 - Sony BVE 9100システムで使われていた形式。Sony 9100形式よりも前のSony 9000形式やSony 5000形式なども存在する[78]。

なお、EDLの標準としてはSMPTEによるSMPTE-EDL (SMPTE 258)が登場したものの、広く使われることは無かった。
その後、ファイルベースのプロキシ編集が使われるようになり、レコーダーの自動操作のためにEDL書き出しを行うことは減っていった。しかし、オフライン編集ソフトとオンライン編集（コンフォーム・カラーコレクション・フィニッシング）システム間のやりとりではEDL形式が使われ続けたが、その後、ファイル交換に特化した形式が登場した。一部の形式は埋め込みメディアにも対応している。
- ALE (Avid Log Exchange, *.ale) - Avidにより開発されたテキストベースのファイル交換用形式[79]。
- OMF（英語版） (Open Media Framework Interchange, *.omf) - Avidにより開発された[80]古い規格。埋め込みメディアにも対応している。
- AAF（英語版） (Advanced Authoring Format, *.aaf) - Advanced Media Workflow Association (AMWA)が制定した編集用ファイル交換用形式。AMWAにはAvidも参加している。AAF形式にはOMF形式よりも多くの情報を埋め込むことが可能[81]。埋め込みメディアにも対応している。なお、姉妹形式として放送用ファイル交換形式のMXF (Material Exchange Format, *.mxf)も存在する[82]。
- FCPXML (Final Cut Pro XML, *.fcpxml) - アップルが制定したXML言語ベースのファイル交換用形式[83]。

しかし、これらの交換形式も互換性に限界があるため、各動画編集ソフトウェアのオールインワン化が進んでいる。

## 編集に使われる動画コーデック
編集ソフトウェアでは編集中に一時書き出しを行うことがあり、繰り返し再エンコードしても劣化の起こりにくい中間コーデックを使用することも行われている。動画編集に使われる中間コーデックには以下がある。
- Apple ProRes 422/4444
- Avid DNxHD (VC-3) /DNxHR（英語版）
- Grass Valley HQ/HQA/HQX
- CineForm（英語版） (VC-5)

また浮動小数点動画に対応する中間コーデックも登場した。
- DNxUncompressed

また高画素数な動画の編集においては、解像度を下げて編集したあとで本来の解像度にその編集を適用する「プロキシ編集」が行われているが、このプロキシ編集に用いるプロキシ動画に特化したコーデックも存在する。一部のカメラは撮影時にプロキシ動画を作ることが可能となっている（プロキシ記録/デュアルコーデック記録）。
- Apple ProRes 422 Proxy
- Avid DNxHRにおけるHD解像度[84]
- XAVC Proxy（ソニー）
- AVC-Proxy（パナソニック）

なお、素材の動画形式については映像記録方式を参照。

## ソフトウェアパッケージ
| ソフトウェアパッケージ             | ノンリニア動画編集 | 3Dタイトラー                       | デジタル合成 (3Dコンポジット) | カラーコレクション / グレーディング | 音声編集                    | 画像素材編集          | 光学メディアオーサリング | メディア管理 / 共同作業          |
| ---------------------------------- | ------------------ | ---------------------------------- | ----------------------------- | ----------------------------------- | --------------------------- | --------------------- | ------------------------ | -------------------------------- |
| Adobe Creative Cloud               | Premiere Pro       | After Effects、Cinema 4D Lite      | After Effects                 | Premiere Pro                        | Audition                    | Lightroom / Photoshop | 廃止 (Encore)            | Premiere Proのプロダクション機能 |
| Autodesk Flame単体                 | Yes                | Yes                                | Yes                           | 2019以降                            | ?                           | ?                     | No                       | Stone+Wire (共有のみ)            |
| Avid Media Composer \| Ultimate    | Yes                | Avid Marquee                       | (Boris RED（廃止）)           | Symphony Option                     | 部分的                      | ?                     | 廃止 (Avid DVD)          | (MediaCentral)                   |
| EDIUS単体                          | Yes                | NewBlue Titler Pro                 | No                            | Yes                                 | ?                           | ?                     | Yes                      | Chorus Hub                       |
| Final Cut Pro X単体                | Yes                | Yes                                | (Motion)                      | Yes                                 | 部分的                      | ?                     | Yes                      | No                               |
| DaVinci Resolve単体                | Yes                | Fusion統合                         | Fusion統合                    | Yes                                 | Fairlight統合               | ?                     | No                       | Project Server                   |
| Director Suite 365                 | PowerDirector      | Title Designer、NewBlue Titler Pro | No                            | ColorDirector                       | AudioDirector               | PhotoDirector         | PowerDirector            | No                               |
| FXhome Proプラン（廃止）           | HitFilm Pro        | HitFilm Pro                        | HitFilm Pro                   | HitFilm Pro                         | ?                           | Imerge Pro            | No                       | No                               |
| Nuke Studio単体                    | Yes                | ?                                  | Yes                           | ?                                   | ?                           | ?                     | ?                        | Sync Review (レビュー向け)       |
| Vegas Pro Post（廃止）             | VEGAS Pro          | VEGAS Effects                      | VEGAS Effects                 | VEGAS Pro 17以降                    | VEGAS Pro / SOUND FORGE Pro | VEGAS Image           | 廃止 (DVD Architect)     | No                               |
| Photo Video Editor Bundle Ultimate | Yes                | Yes                                | (MotionStudio 3D（廃止）)     | 2019以降                            | 部分的                      | PaintShop Pro         | Yes                      | No                               |

## ソフトウェアの対応状況
| ソフトウェア         | アクセラレーション | プロキシ編集     | マルチカメラ編集 | 対応形式                 | 対応形式       | 対応形式   | 動画プラグイン |
| ソフトウェア         | GPU                | プロキシ編集     | マルチカメラ編集 | 可変フレームレート (VFR) | ステレオ3D     | VR動画     | OpenFX         |
| -------------------- | ------------------ | ---------------- | ---------------- | ------------------------ | -------------- | ---------- | -------------- |
| Flame                | 部分的             | Yes              | 部分的           | 部分的                   | Yes            | No         | Yes            |
| NUKE STUDIO          | 部分的             | Yes              | ?                | ?                        | (OCULA)        | 12以降     | Yes            |
| HitFilm Pro          | 部分的             | Yes              | No               | リサンプリング           | No             | 単視点のみ | Yes            |
| Avid Media Composer  | 部分的             | Yes              | Yes              | Yes                      | Yes            | No         | No             |
| Adobe Premiere Pro   | Yes                | Yes              | Yes              | Yes                      | (QuickS3D)     | 2015.3以降 | No             |
| DaVinci Resolve      | Yes                | Yes              | Yes              | ?                        | Studio版のみ   | ?          | Yes            |
| Vegas Pro            | OpenCLベース       | Yes              | Yes              | ?                        | Yes            | Yes        | Yes            |
| Final Cut Pro        | Metalベース        | Yes              | Yes              | Yes                      | No             | 10.4以降   | No             |
| EDIUS                | 部分的             | Proのみ          | Yes              | ?                        | Yes            | No         | 11以降         |
| PowerDirector        | Yes                | シャドウファイル | Yes              | Yes                      | 3Dモード       | ?          | No             |
| Blender (VSE機能)    | No                 | Yes              | No               | Yes                      | 単純な操作のみ | No         | No             |
| VideoStudio Ultimate | Yes                | スマートプロキシ | Yes              | Yes                      | 3Dモード       | Yes        | No             |

| ソフトウェア         | ハイダイナミックレンジ (HDR) | カラーコレクション   | カラーコレクション           | 色空間            | 色空間                  | 色空間                 |
| ソフトウェア         | ハイダイナミックレンジ (HDR) | 自動カラーマッチング | セカンダリカラーコレクション | Rec. 709 (HD放送) | DCI-P3 (デジタルシネマ) | Rec. 2020 (高精細放送) |
| -------------------- | ---------------------------- | -------------------- | ---------------------------- | ----------------- | ----------------------- | ---------------------- |
| Flame                | Yes                          | ?                    | Yes                          | Yes               | Yes                     | Yes                    |
| NUKE STUDIO          | Yes                          | ?                    | Yes                          | Yes               | Yes                     | Yes                    |
| HitFilm Pro          | Yes                          | ?                    | No                           | Yes               | No                      | 部分的                 |
| Avid Media Composer  | v8.5以降                     | ?                    | Ultimateのみ                 | Yes               | v8.3以降                | v8.3以降               |
| Adobe Premiere Pro   | 2015.1以降                   | 12.1以降             | Lumetriカラーパネル          | Yes               | 部分的                  | 部分的                 |
| DaVinci Resolve      | Yes                          | 16以降               | Yes                          | Yes               | Yes                     | Yes                    |
| Vegas Pro            | 16以降                       | ?                    | Yes                          | Yes               | ACES色空間              | ACES色空間             |
| Final Cut Pro        | 10.4以降                     | ?                    | Yes                          | Yes               | 部分的                  | 10.3以降               |
| EDIUS                | 9以降                        | ?                    | Yes                          | Yes               | ?                       | Yes                    |
| PowerDirector        | No                           | 16以降               | ?                            | Yes               | No                      | No                     |
| Blender (VSE機能)    | No                           | No                   | Yes                          | Yes               | D65のみ                 | Yes                    |
| VideoStudio Ultimate | No                           | No                   | ?                            | No                | No                      | No                     |

| ソフトウェア         | 360°球体オーディオ | スピーチ分離・強調 | 自動文字起こし | テンポ検出 | ビート検出 | 音声プラグイン      | 音声プラグイン      |
| ソフトウェア         | 360°球体オーディオ | スピーチ分離・強調 | 自動文字起こし | テンポ検出 | ビート検出 | VST                 | AU                  |
| -------------------- | ------------------ | ------------------ | -------------- | ---------- | ---------- | ------------------- | ------------------- |
| Flame                | ?                  | ?                  | ?              | ?          | ?          | ?                   | ?                   |
| NUKE STUDIO          | ?                  | ?                  | ?              | ?          | ?          | No                  | No                  |
| HitFilm Pro          | ?                  | ?                  | ?              | ?          | ?          | No                  | No                  |
| Avid Media Composer  | Yes                | ?                  | Yes            | ?          | ?          | (AAXプラグイン経由) | (AAXプラグイン経由) |
| Adobe Premiere Pro   | Yes                | 24.2以降           | Yes            | ?          | ?          | Yes                 | Yes                 |
| DaVinci Resolve      | Yes                | Yes                | Yes            | ?          | 20以降     | Yes                 | Yes                 |
| Vegas Pro            | ?                  | ?                  | Yes            | 22以降     | 22以降     | Yes                 | ?                   |
| Final Cut Pro        | ?                  | ?                  | ?              | ?          | ?          | No                  | Yes                 |
| EDIUS                | ?                  | ?                  | ?              | ?          | ?          | Yes                 | ?                   |
| PowerDirector        | ?                  | Yes                | Yes            | ?          | ?          | WaveEditor側        | ?                   |
| Blender (VSE機能)    | No                 | No                 | No             | No         | No         | No                  | No                  |
| VideoStudio Ultimate | ?                  | ?                  | Yes            | ?          | ?          | 部分的              | ?                   |

| ソフトウェア         | 中間形式       | 中間形式       | 入力   | 入力     | 入力     | 入力      | オーサリング             | オーサリング             | オーサリング             | オーサリング               | オーサリング               | オーサリング |
| ソフトウェア         | 中間形式       | 中間形式       | 動画   | 連番画像 | 連番画像 | 連番画像  | 光学メディアオーサリング | 光学メディアオーサリング | 光学メディアオーサリング | デジタルシネマオーサリング | デジタルシネマオーサリング | 配信         |
| ソフトウェア         | AAF            | OTIO形式       | MXF    | DPX      | OpenEXR  | CinemaDNG | DVD                      | BD                       | UHD-BD                   | DCDM                       | DCP                        | IMF          |
| -------------------- | -------------- | -------------- | ------ | -------- | -------- | --------- | ------------------------ | ------------------------ | ------------------------ | -------------------------- | -------------------------- | ------------ |
| Flame                | Yes            | ?              | Yes    | Yes      | Yes      | Yes       | No                       | No                       | No                       | ?                          | ?                          | ?            |
| NUKE STUDIO          | 読み込みのみ   | Yes            | 部分的 | Yes      | Yes      | Yes       | No                       | No                       | No                       | ?                          | No                         | No           |
| HitFilm Pro          | 16以降         | ?              | Yes    | No       | Yes      | No        | No                       | No                       | No                       | ?                          | No                         | No           |
| Avid Media Composer  | Yes            | Yes            | Yes    | Yes      | 2019以降 | No        | 廃止 (Avid DVD)          | 廃止 (Avid DVD)          | No                       | ?                          | No                         | 2019以降     |
| Adobe Premiere Pro   | Yes            | ?              | Yes    | Yes      | Yes      | Yes       | 廃止 (Adobe Encore)      | 廃止 (Adobe Encore)      | No                       | ?                          | Media Encoder CC           | No           |
| DaVinci Resolve      | Yes            | 18.5以降       | Yes    | Yes      | Yes      | Yes       | No                       | No                       | No                       | ?                          | Yes                        | 15以降       |
| Vegas Pro            | Yes            | ?              | 部分的 | Yes      | Yes      | No        | 廃止 (DVD Architect)     | 廃止 (DVD Architect)     | No                       | ?                          | No                         | No           |
| Final Cut Pro        | 廃止           | ?              | Yes    | No       | No       | Yes       | Yes                      | Yes                      | No                       | ?                          | No                         | No           |
| EDIUS                | Yes            | ?              | Yes    | Yes      | No       | Yes       | Yes                      | Yes                      | No                       | ?                          | No                         | No           |
| PowerDirector        | No             | ?              | Yes    | No       | No       | No        | Yes                      | Yes                      | No                       | ?                          | No                         | No           |
| Blender (VSE機能)    | (VSE IO addon) | (VSE IO addon) | Yes    | Yes      | Yes      | No        | No                       | No                       | No                       | ?                          | No                         | No           |
| VideoStudio Ultimate | No             | ?              | No     | No       | No       | No        | Yes                      | Yes                      | Yes                      | No                         | No                         | No           |

1. ↑  VRヘッドマウントディスプレイなどに向けたステレオ3D 360度動画
2. ↑  パナソニックのVariCamには対応
3. ↑  古い独自プラグインAPIのSparksは廃止された。
4. ↑  以前はCARA VRが必要であった
5. ↑  GPU対応の新エンジンはAdobe Mercury Playback Engineと呼ばれている
6. 1 2  過去にはStereo3D Toolboxプラグインも存在した
7. ↑  October 2017でSkyBox Studioプラグイン (元Mettle製) が統合された
8. ↑  360VR Toolbox (元Dashwood Cinema Solutions製)が統合された
9. ↑  8.1以降はOFX-bridgeプラグイン経由で対応していた[109]
10. ↑  単視点は対応
11. ↑  当該色空間での入力または出力等に対応し、その色空間より広い作業用色空間に対応する場合はYes、入力または出力のみであれば「部分的」、それ以外はNo
12. ↑  2019でAutodesk Lustre (旧Colossus、元Colorfront製) のアルゴリズムを拡張した「MasterGrade Matchbox」も搭載された
13. ↑  「Media Composer | Symphony Option」内蔵
14. ↑  Adobe Speedgrade (Adobe←IRIDAS)の技術を使用
15. 1 2  入出力はDCI-P3やRec.2020対応、作業色空間はRec.2100 HLG/PQのみ
16. ↑  Apple Color（英語版） (Apple←Silicon Color)の技術を使用
17. ↑  入力はDCI-P3対応、作業色空間はRec.2020のみ
18. 1 2  Rec.2020のHDR動画は読み込み時にRec.709のSDR動画へと変換される。
19. ↑  以前は単体版のDVD Studio Proもあった

## 商用ソフトウェア

### 3Dコンポジット内蔵
- Autodesk Flame（オートデスク）
- Davinci Resolve Studio（ブラックマジックデザイン。v15でコンポジットのFusionを内蔵）
- NUKE STUDIO（ファウンドリー。コンポジットのNUKE及びノンリニア編集のHieroを統合したもの）
- SCRATCH (Assimilate)

### 3Dコンポジット別売
- Adobe Premiere（アドビ。3Dコンポジットは別売のAdobe After Effects）
- Final Cut Pro X←Final Cut Pro←KeyGrip（Apple←Macromedia。3Dコンポジットは別売のMotion）

### その他
- Avid Media Composer（アビッド・テクノロジー。3Dコンポジットは別売のBoris RED (旧Avid FX)が存在した[157]）
- Corel VideoStudio（コーレル。3Dコンポジットは別売のCorel MotionStudio 3Dが存在した[158]）一部機能はUltimate版に搭載。
- EDIUS（グラスバレー）
- Filme（iMyFone）
- Wondershare Filmora（ワンダーシェアー）
- Nero Burning ROM (Nero AG)
- Movie Edit Pro (MAGIX)
- Pinnacle Studio（コーレル）
- PowerDirector（サイバーリンク）
- VEGAS Pro (MAGIX、3DコンポジットはVegas Pro Postに付属するVEGAS Effects[注 19]が存在した)
- AVS4YOU Video Editor

### 開発停止中
- Final Cut Express（Apple）
- LoiLoScope2 (LoiLo)
- HitFilm Pro（Artlist←FXホーム）

## フリーウェア（クローズドソース）

### 3Dコンポジット内蔵
- DaVinci Resolve（ブラックマジックデザイン。Studio版及びAdvanced Panelは有償）
- Nuke Non-commercial（Foundry。非商用利用のみ）

### その他
- Avid Media Composer | First（アビッド・テクノロジー）
- AviUtl
- ゆっくりMovieMaker
- iMovie（Apple）
- VSDCフリービデオエディタ (Flash-Intergro LLC)
- Lightworks（英語版） (Lightworks Software←EditShare←Gee Broadcast[159])
- Media 100（英語版） (Boris FX←Optibase←Data Translation)

### 開発終了
- Windows Live ムービーメーカー（マイクロソフト、Windows ムービーメーカーの後継）
- HitFilm Free←HitFilm Express（Artlist←FXホーム、AlamDVの実質的後継[160]）

## フリーソフトウェア（オープンソース）
なお、Linuxの中にはUbuntu Studioのようなマルチメディアの編集を主目的とするディストリビューションが存在する。Ubuntu Studioでは低レイテンシなカーネルを採用している。
- Blender (VSE機能)
- Cinelerra-HV/Cinelerra-GG/Lumiera（英語版）
- Kdenlive
- LiVES（英語版）
- Pitivi（英語版）
- OpenShot Video Editor
- Olive
- Shotcut video editor

### 開発終了
- HyperEngine-AV（旧称Montage。Arboretum Systemsが開発していた）
- Kino（英語版）
- Open Movie Editor（英語版）
- VideoLAN Movie Creator（未正式リリース）

## オンラインソフトウェア
- Kaltura
- フリーオンライン動画エディター

## エフェクト/トランジションプラグイン集
これらはプラグインに対応する動画編集ソフトウェアで使用可能となっている。エフェクトプラグインの標準仕様としてOpenFX (OFX) が存在する。
- Boris FX Suite (Boris FX) - 下記の他にCrumplePop、Mocha Pro、SynthEyes、Silhouette、Optics (旧DFT[161]) も付属する[162][163]。
  - Boris Continuum (Boris FX) - Particle Illusion、Title Studio、Primatte Studioも含んでいる。また2021でDigital Film Toolsの一部エフェクトも統合された[164]。
  - Sapphire (Boris FX[165]←GenArts)
- Red Giant[166] (MAXON[167]←Red Giant) - 旧Red Giant Complete。同社製のUniverse[166]、Trapcode[166]、VFX[166]、Magic Bullet[166]をバンドルしたもの。以前はShooter Suite[166][168]とPluralEyes[168][169]もバンドルしていた。
- Effections (RE:Vision Effects) - 同社製のプラグイン集。通常版とPLUS版が存在する。
- TotalFX (New Blue←NewBlueFX) - 同社製のFilters、Stylizers、Elements、Essentials、Titler Pro、Transitionsをバンドルしたもの。
- Krokodove - Fusion向けの無料プラグイン集[170]。8.10でDaVinci Resolveにも対応した。

### 開発終了
- DigiSuite (Digieffects) - 旧Digieffects Megasuite[171]。
- DFT for Video/Film (Boris FX←Digital Film Tools[172]) - 旧Digital Film Tools。
- Ignite Pro（Artlist←FXホーム）- エフェクトプラグイン集。Hitfilm Proに標準搭載されていた。無料版のIgnite Expressも存在していた。

## 動画変換・簡易編集ツール
動画変換においてもテレシネやインターレース解除などのフィルタによるビデオ処理が行われている。また、CMカット等のために簡易的な編集が出来るものもある。
商用ソフトウェア
- Apple Compressor（アップル）
- Adobe Media Encoder（アドビ）
- TMPGEnc Video Mastering Works（ペガシス）
- QuickTime X（アップル）
- Bandicut（Bandicam Company）

フリーウェア（クローズドソース）
- SUPER
- AVI Trimmer+ (Solveig Multimedia)

フリーソフトウェア（オープンソース）
- Avidemux
- AviSynth+ - AviSynthの後継
- HandBrake
- MediaCoder
- VLCメディアプレーヤー（メディア→変換/保存）

オンラインソフトウェア
- Zamzar
- Henkan-muryo

### コマンドライン
フリーソフトウェア (オープンソース)
- FFmpeg
- MEncoder
- MP4Box（英語版） - GPAC Projectの一部

### 開発終了
商用
- Hi-Def Life（コーレル）
- QuickTime Pro（アップル）

フリーウェア（クローズドソース）
- Windows Media Encoder（英語版）
- MPEG Streamclip

フリーソフトウェア（オープンソース）
- VirtualDub

## リモート編集 / メディアアセット管理 (MAM)
メディアアセット管理 (MAM) は映像等の素材ファイルを管理するためのシステムであり、これにより素材管理やリモート編集が容易となる。一部の管理システムはWebベースの映像編集フロントエンドも備えている。また、パブリッシュに対応するシステムも存在する。
標準でアセット共有を搭載しているソフトウェアも存在する（DaVinci ResolveのPostgreSQLサーバーによるプロジェクト共有、Adobe Creative Cloudのグループ版以上のPremiere Proなどで使用可能なTeam Projects、SCRATCH、Autodesk FlameのStone及びWireなど）。
Blackbird (Blackbird plc.←Forbidden Technologies)
旧Forscene。Webベースの動画編集ソフトウェア。MAM / リモート編集に対応している。
MediaCentral (Avid)
Media Composer | Ultimate以上に付属している。
かつてはクラウド版のAvid NEXIS | Cloudspaces、大規模向けのMediaCentral | Production Management (Avid Interplay | Productionの後継)、アセット管理向けのMediaCentral | Asset Management (Avid Interplay | MAM及びAvid Interplay | MAM Foundationの後継)、リモート編集および共同作業向けのAvid NEXIS | EDGE（ワークフロー及びメディアアセット管理ソフトウェアであったAvid Editorial Management（旧MediaCentral | Editorial Management）の後継）も販売されていた。
Flow (EditShare)
LightworksがFlowとの連携に対応している。
GV STRATUS（グラスバレー）
EDIUSがGV STRATUSとの連携に対応している。
Frame.io (Adobe←Frame.io, Inc.)
多数の動画編集ソフトウェア用の連携プラグインが用意されている。またDaVinci Resolveは標準で連携に対応している。
Cantemo Portal (Codemill←Cantemo AB)
Webベースのメディアアセット管理ソフトウェア。旧MediaBox。Final Cut Pro及びPremiere Proとの連携に対応している。Final Cut Serverのディスコンと共に登場し、その置き換えとして使われた。
Media Solutions Toolkit (ソニー)
Media Backbone NavigatorXの後継であり、マイクロサービスで構成されている。
Iconik (Backlight←iconik Media)
CatDV (クアンタム←Square Box Systems)
メディアアセット管理ソフトウェア。
Streamline Xchange (Ross Video←Primestream)
メディアアセット管理ソフトウェア。

### 開発終了
Final Cut Server（アップル←Proximity）
旧artbox。メディアアセット管理ソフトウェア。バージョン管理に対応していた。バックエンドにPostgreSQLを使用していた。

## プリプロダクション向け
収録素材のインジェスト、ログ記録、トランスコーディングなど。
- Catalyst Browse / Catalyst Prepare[194]（ソニー）

開発終了
- Adobe Prelude（英語版）[194]（アドビ） - ラフカットにも対応
- BulletProof[194] (Red Giant)